# Hạ Bạt Nhạc
Hạ Bạt Nhạc (chữ Hán: 贺拔岳, ? – 534), tên tự là A Đấu Nê, người Tiêm Sơn, Thần Vũ , dân tộc Sắc Lặc, là tướng lĩnh nhà Bắc Ngụy trong lịch sử Trung Quốc.
Ông là em trai của Hạ Bạt Thắng - tướng lĩnh nhà Bắc Ngụy, Tây Ngụy.

## Thiếu thời
Tử nhỏ Hạ Bạt Nhạc đã có chí lớn, yêu thơ văn, thích đi lại với những người có học. Ban đầu, ông làm Thái học sinh. Khi trưởng thành, Nhạc có thể bắn cung ở cả hai bên trái phải, kiêu dũng quả cảm hơn người. Ông tuy không đọc binh thư, nhưng khi bàn việc binh thì lại rất đúng phép.
Nghĩa quân Phá Lục Hàn Bạt Lăng xâm phạm trấn Vũ Xuyên, Nhạc theo cha anh giữ thành. Biệt tướng Vệ Khả Cô của nghĩa quân cách thành hơn 200 bước, Nhạc bắn trúng cánh tay của ông ta, khiến cho nghĩa quân kinh hãi. Sau khi cùng cha anh giết được Vệ Khả Cô, Quảng Dương vương Nguyên Uyên lấy Nhạc làm Trướng nội quân chủ, rồi thăng làm Cường nỗ tướng quân.
Về sau ông cùng anh trai Hạ Bạt Thắng tham gia trấn thủ Hằng Châu. Châu thành bị hãm, ông đầu quân cho Nhĩ Chu Vinh. Vinh đãi ông rất hậu, dùng làm biệt tướng, rồi làm đô đốc. Mỗi lần ông ở dưới trướng, cùng Vinh bàn việc, đều rất hợp ý, nên càng thêm được xem trọng.

## Đầu quân Nhĩ Chu Vinh

### Tham mưu đoạt quyền
Nhĩ Chu Vinh cậy binh mã cường thịnh, bèn cùng Nguyên Thiên Mục bàn mưu vào triều giành quyền chính. Bọn họ hỏi ý Nhạc, ông đáp rằng: "Người làm việc phi thường, ắt phải đợi dịp phi thường. Tướng quân binh mã tinh cường, chức vị trọng yếu. Nếu ra tay dựng cờ nghĩa, giúp vua dẹp giặc, thì phải sao cho đi không thất bại, về không tổn thất. Người xưa nói ‘buổi sáng bày mưu không tính được buổi chiều, lời nói thốt ra không theo kịp xe chạy’, là chỉ việc này vậy." Vinh và Thiên Mục suy nghĩ hồi lâu, nói: "Lời của khanh, thật là chí hướng của bậc trượng phu vậy!"
Không lâu sau, Bắc Ngụy Hiếu Minh đế bị hại, Vinh lấy đó làm cớ, cử binh đến Lạc Dương. Nhạc được giao cho 2000 quân làm tiền khu, tiến đến Hà Âm. Sau khi Vinh tàn sát triều thần, Cao Hoan khuyên ông ta xưng đế, phần lớn bộ hạ của Vinh cũng đồng tình, Vinh do dự không quyết. Nhạc đoán ý mà dâng lời rằng: "Tướng quân cất nghĩa binh, muốn trừ gian nghịch, công cần vương chưa lập, mà lại có mưu đồ này, e rằng chưa thấy được phúc thì đã gặp họa." Vinh cũng tự nhận ra, mới tôn lập Hiếu Trang đế. Nhạc khuyên Vinh giết Cao Hoan để tạ thiên hạ, mọi người xin tha, Vinh bèn thôi. Nhạc có công tham mưu, được phong Tiền tướng quân, Thái trung đại phu, ban tước Phàn Thành hương nam.
Sau đó ông làm Tiền quân đô đốc cho Nhĩ Chu Vinh, đánh bại nghĩa quân Cát Vinh ở Phũ Khẩu. Ông dời sang làm Bình đông tướng quân, Kim tử quang lộc đại phu. Nhạc bị vu cáo nên bị miễn chức, năm sau, có chiếu khôi phục chức vị cho ông. Sau đó, ông theo Nhĩ Chu Vinh bình định Nguyên Hạo, chuyển sang làm Tả quang lộc đại phu, Vũ vệ tướng quân.

### Chinh thảo Quan Trung

#### Không dám cầm quyền
Khi Mặc Kỳ Sửu Nô tiếm xưng đại hiệu, Quan Trung kinh động, triều đình rất lấy làm lo sợ. Nhĩ Chi Vinh sai Nhạc chinh thảo. Nhạc lo lắng nói với anh trai Hạ Bạt Thắng: "Sửu Nô nắm quân đội Tần, Lũng, đủ làm kình địch. Nếu Nhạc đi mà vô công, tội nợ đến nơi; còn giỏi giang mà thành công, sợ sẽ bị gièm pha không thôi." Thắng hỏi Nhạc muốn gì, ông đáp: "Xin lấy một người họ Nhĩ Chu làm nguyên soái, Nhạc làm phó cho ông ta, thì có thể được." Thắng cho là phải, bèn xin với Vinh. Vinh rất vui, lấy Thiên Quang làm Sứ trì tiết, đô đốc 2 Ung, 2 Kì chư quân sự, Phiêu kị đại tướng quân, Ung Châu thứ sử; lấy Nhạc làm trì tiết, Giả vệ tướng quân, Tả đại đô đốc; lấy người quận Đại là Chinh tây tướng quân Hầu Mạc Trần Duyệt làm Hữu đại đô đốc, để giúp Thiên Quang tiến hành chinh thảo.
Khi ấy người Thục ở Xích Thủy nổi dậy, ngăn đường đón đánh. Quân của Thiên Quang không đến 2000. Lúc đến Đồng Quan, Thiên Quang tỏ ra lo lắng, Nhạc nói: "Giặc Thục chỉ là đám giặc cỏ, ngài đã trù trừ do dự, nếu gặp đại địch, thì biết làm sao?" Thiên Quang đáp: "Việc hôm nay giao hết cho ngài, ngài hãy vì ta mà chế ngự bọn chúng." Vì thế bọn họ tiến quân, giao chiến ở bờ bắc sông Vị, đại phá nghĩa quân, bắt được 2000 thớt ngựa, quân oai vang dội. Thiên Quang cùng Nhạc tiến đến Ung Châu, Nhĩ Chu Vinh cấp thêm quân cho họ.

#### Bắt Bồ Tát
Vào lúc Sửu Nô tự soái đại quân vây Kì Châu, sai Đại hành đài Uất Trì Bồ Tát, bộc xạ Mặc Kỳ Ngỗ Đồng hướng về Vũ Công, vượt sông Vị sang bờ nam, vây đánh Xu sách. Thiên Quang sai Nhạc soái ngàn kỵ binh đến cứu. Bồ Tát hạ được sách, quay về Kì Châu. Nhạc lấy 800 khinh kỵ vượt sông Vị sang bờ bắc, bắt được 2 người huyện lệnh, lấy đi 400 binh giáp của nghĩa quân, giết hại cướp bóc dân chúng để khiêu khích. Bồ Tát đưa 2 vạn bộ kỵ đến bờ bắc sông Vị. Nhạc đem theo vài mươi kỵ binh cùng Bồ Tát cách sông nói chuyện. Nhạc nếu cao quốc oai, Bồ Tát lời lẽ mạnh mẽ, đi lại mấy lần đều trái ý. Bồ Tát bèn tỏ ra kiêu ngạo, lệnh cho người hầu đến truyền lời cho Nhạc. Ông nổi giận nói: "Ta cùng Bồ Tát nói chuyện, ngươi là người nào, mà cùng ta đối đáp?" người hầu cậy cách sông, trả lời vô lễ. Nhạc nâng cung lên bắn, dây buông thì người ngã. Lúc ấy trời đã sắp chiều, đôi bên đều quay về.
Nhạc bí mật ở bên bờ nam sông Vị, chia kỵ binh tinh nhuệ một chỗ vài mươi người, tùy địa hình mà bố trí. Ngày hôm sau, ông tự đưa hơn trăm kỵ binh, cách sông gặp mặt nghĩa quân. Nhạc cứ tiến lên phía trước, phục binh được bố trí từ đầu cũng theo Nhạc mà đi, càng lúc càng đông, nghĩa quân không lường được bọn họ ít nhiều ra sao. Đi hơn 20 dặm, đến chỗ nước nông, Nhạc giục ngựa chạy về hướng đông, tỏ ra muốn chạy trốn. Nghĩa quân cho là thật, bèn bỏ lại bộ binh, dùng khinh kỵ vượt sông đuổi theo. Nhạc chạy hơn 10 dặm, liền dừng ngựa lại, sắp đặt lại phục binh để đợi nghĩa quân. Nghĩa quân gặp đường đi hiểm trở không thể cùng tiến, trước sau nối nhau, mới vượt sườn núi được một nửa, thì Nhạc quay lại giao chiến. Ông tự mình đi trước sĩ tốt, gấp gáp tiến đánh, nghĩa quân lui chạy. Nhạc hạ lệnh cho bộ hạ: nếu ai trong bọn giặc xuống ngựa, thì tha không giết. Nghĩa quân thấy vậy, đều bỏ ngựa đầu hàng. Chốc lát, quân Ngụy bắt được 3.000 người, lấy cả ngựa, rồi bắt sống Bồ Tát. Nhạc vượt sông, thu hàng hơn vạn binh sĩ, thu lấy quân nhu của họ.

#### Bắt Sửu Nô
Sửu Nô bỏ Kì Châu, chạy đến An Định ở phía bắc, làm rào lũy ở Bình Đình. Thiên Quang đi thẳng từ Ung Châu đến Kì Châu, cùng Nhạc hợp binh. Quân Ngụy đến giữa khoảng Chương, Vị, tuyên bố xa gần rằng: "Hiện nay khí hậu ngày càng nóng, không phải lúc thích hợp để chinh thảo, đợi thu xong lương thảo sẽ tiến quân." Sửu Nô tin là thật, bèn phân tán quân đội, cho làm ruộng khắp những nơi có nước ở phía bắc Kì Châu, sai thái úy Hầu Phục Hầu Nguyên Tiến  của ông ta lĩnh 5000 binh, tìm nơi hiểm trở lập trại. Hàng ngàn người của nghĩa quân cũng lập trại ở vài nơi khác, vừa làm ruộng vừa phòng thủ. Nhạc thấy bọn họ đã chia ra, bèn bí mật cùng Thiên Quang chuẩn bị. Vào giữa trưa, ông ngầm sai khinh kỵ đi trước chặn đường, toàn bộ quân Ngụy đều theo sau. Mờ sáng, quân Ngụy đánh trại của Nguyên Tiến, hạ được trại, lập tức bắt sống Nguyên Tiến. Các nơi bị hạ đều được phóng thích, những trại không bị tấn công đều tự đến xin hàng. Nhạc phao tin muốn đi đánh Kính Châu, thứ sử Sĩ Kỉ Trường Quý của nghĩa quân dâng thành đầu hàng.
Sửu Nô bỏ Bình Đình mà chạy. Ông ta muốn chạy về Cao Bình. Nhạc vội đưa khinh kỵ đuổi theo. Ngày hôm sau, quân Ngụy giao chiến với Sửu Nô ở Trường Khanh thuộc Bình Lương, một trận bắt sống được ông ta. Sau đó họ lại bắt được Tiêu Bảo Dần ở trong thành Cao Bình.

#### Quét sạch tàn dư khởi nghĩa
Hành đài Mặc Kỳ Đạo Lạc của Sửu Nô đưa 6000 quân về giữ núi Khiên Truân. Nhạc đến đánh, Đạo Lạc thua chạy, đưa hơn ngàn kỵ binh chạy thoát vào Lũng, đầu quân cho thủ lĩnh nghĩa quân Vương Khánh Vân ở Lược Dương. Khánh Vân thấy Đạo Lục kiêu dũng quả cảm, lấy làm vui mừng, phong ông ta làm Đại tướng quân. Thiên Quang cùng Nhạc vượt Lũng đến chỗ ở của Khánh Vân là Thủy Lạc thành. Khánh Vân, Đạo Lạc lần lượt ra thành chống cự, đều bị bắt. Tàn dư nghĩa quân đầu hàng, đều bị chôn sống, người chết lên đến 17000. Quân nổi dậy ở các châu 3 Tần, Hà, Vị, Qua, Lương, Thiện đều đến xin cống nạp.
Người Hạ Châu là Túc Cần Minh Đạt trước đã hàng, sau lại phản. Nhạc bắt sống ông ta. Tuy Thiên Quang là nguyên soái, nhưng công lao phần lớn đều là do Nhạc mà có. Nhạc được gia phong làm Xa kỵ tướng quân, tiến tước làm bá, thực ấp 2000 hộ. Sau đó ông được thụ chức đô đốc Kính, Bắc Bân, 2 Hạ 4 châu chư quân sự, Kính Châu thứ sử, tiến tước làm công.

## Đi theo liên quân họ Nhĩ Chu
Nhĩ Chu Vinh bị giết, Thiên Quang tiến vào Lạc Dương, lấy Nhạc làm Hành Châu thứ sử. Trong những năm Kiến Minh (530 – 531) thời Trường Quảng vương Nguyên Diệp, ông được bái làm phiêu kỵ đại tướng quân, tăng thực ấp thêm 500 hộ. Đầu những năm Phổ Thái (531 – 532) thời Tiết Mẫn đế Nguyên Cung, ông được phong làm đô đốc 2 Kì, Đông Tần 3 châu chư quân sự, Nghi đồng tam tư, Kì Châu thứ sử, tiến phong Thanh Thủy quận công, tăng thực ấp so với trước 3000 hộ. Sau đó, ông lại được gia chức Thị trung, cấp 1 bộ Cổ Xuy, tiến vị Khai phủ nghi đồng tam tư, kiêm thượng thư tả bộc xạ, Lũng Hữu hành đài, vẫn đóng quân ở Cao Bình. Năm sau, ông được gia chức đô đốc 3 Ung, 3 Tần, 2 Kì, 2 Hoa chư quân sự, Ung Châu thứ sử.
Thiên Quang tham gia liên quân đi đánh Cao Hoan, hỏi kế Nhạc. Ông đáp rằng: "Vương gia nắm giữ 3 phương, binh mã cường thịnh, quân của Cao Hoan ô hợp, làm sao địch nổi. Nhưng quân đội thắng trận là nhờ hòa hợp, mới có thể đồng lòng ra sức. Nếu cốt nhục chia cách, nghi kị lẫn nhau, thì bàn bạc không xong, sao chế ngự người được!? Như hạ quan thấy, chẳng bằng trấn thủ Quan Trung, lấy đó làm căn bản, sai phái quân đội tinh nhuệ, liên hợp với các cánh quân khác. Tiến có thể đánh bại kẻ địch, lui có thể bảo toàn."
Thiên Quang không theo, quả nhiên thất bại. Nhạc soái quân từ Lũng xuống Ung, bắt em Thiên Quang là Hiển Thọ, hưởng ứng Cao Hoan.

## Cái chết
Bắc Ngụy Hiếu Vũ đế lên ngôi, gia phong cho Nhạc làm Quan Trung đại hành đài, tăng thực ấp thêm ngàn hộ. Năm Vĩnh Hi thứ 2 (533), Hiếu Vũ đế bí mật lệnh cho Nhạc giết Cao Hoan, gởi gắm tất cả hi vọng vào Nhạc, ban chiếu lấy ông làm đô đốc 2 Ung, 2 Hoa, 2 Kì, Bân, 4 Lương, 3 Ích, Ba, 2 Hạ, Úy, Ninh, Kính 20 châu chư quân sự, Đại đô đốc. Cao Hoan vốn đố kỵ công danh của anh em Nhạc, nên Nhạc sợ, bèn cùng Vũ Văn Thái có hiệp ước. Chuyện có chép trong "Chu thư – Thái tổ bản kỷ".
Nhạc đi thẳng đến biên giới phía bắc, sắp đặt biên phòng. Ông soái quân tuần phòng ở biên giới phía tây Bình Lương, bố trí vài mươi dặm một doanh, đẩy mạnh việc nuôi ngựa ở Nguyên Châu, lấy đó làm kế tự bảo vệ mình.
Đầu tiên, người tộc Phí Dã Đầu là Mặc Kỳ Thụ Lạc Kiền, người tộc Thiết Lặc là Hộc Luật Sa Môn, Giải Bạt Di Nga Đột, Hột Đậu Lăng Y Lợi… vốn nắm giữ quân đội riêng, đều đến xin quy phụ. Sau đó, thứ sử 4 châu Tần, Nam Tần, Hà Vị đều đến gặp mặt ở Bình Lương, chịu sự sai khiến của Nhạc. Chỉ có Linh Châu thứ sử Tào Nê không nhận lệnh, còn sai sứ giả đến chỗ Cao Hoan.
Năm Vĩnh Hi thứ 3 (534), Nhạc triệu Hầu Mạc Trần Duyệt đến Cao Bình, muốn cất quân thảo phạt Tào Nê, lấy Duyệt làm tiền khu. Nhưng Duyệt đã nhận mật chỉ của Cao Hoan mưu giết Nhạc, mà ông chẳng biết gì, lại còn xem thường Duyệt. Duyệt bèn dụ Nhạc vào doanh trại, để cùng bàn việc binh, lệnh cho con rể Nguyên Hồng Phạm chém chết Nhạc ở trong màn.
Triều đình Tây Ngụy truy tặng ông làm Thị trung, Thái phó, Lục thượng thư, đô đốc Quan Trung 30 châu chư quân sự, Đại tướng quân, Ung Châu thứ sử, thụy là Vũ Tráng, an táng theo vương lễ.
Con của ông là Vĩ được kế tự, làm Khai phủ nghi đồng tam tư. Trong những năm Bảo Định (561 – 565), Bắc Chu Vũ đế xét lại công lao của Nhạc, tiến tước cho Vĩ làm Hoắc quốc công, sánh duyên với con gái của Chu Thái tổ (Vũ Văn Thái).